# المحام
ال محام یک منطقهٔ مسکونی در امارات متحده عربی است که در رأس‌الخیمه واقع شده‌است.

## خصوصیات
ال محام ۱۹ متر بالاتر از سطح دریا واقع شده‌است.